# Тиберий Юлий Целс Полемеан
Тиберий Юлий Целс Полемеан (на латински: Tiberius Iulius Celsus Polemaeanus; * 45 г.; † 120 г.) e политик и сенатор на Римската империя през 1 век.

## Биография
Произлиза от конническа фамилия вероятно от Сарди в Мала Азия и прави бързо кариера. През 68/69 г. той е трибун в III Киренайски легион (Legio III Cyrenaica) и се присъединява в Александрия към новия император Веспасиан, който го према в сената и го прави adlectio inter aedilicios (с ранг като предишното едил). Веспасиан го извиква в Рим и го прави претор. През 80 г. император Тит го произвежда легат на IV Скитски легион в Сирия. След това през 84/85 г. Целс е проконсул на провинция Витиния и Понт, а от 89 – 91 г. легат на провинция Киликия.
През 92 г. Целс е суфектконсул заедно с Луций Стертиний Авит. След това той става куратор на обществените сгради (93 – 95) и 106/107 г. проконсул на провинция Азия. Целс е член на жреческата колегия квиндецимвири (sacris faciundis).
След неговата смърт синът му Тиберий Юлий Аквила Полемеиан (суфектконсул 110 г.) построява през 120 г. Целс-библиотеката в Ефес, в която погребват Целс. Дъщеря му Юлия Квинтилия Изаврика е омъжена за Тиберий Юлий Юлиан (суфектконсул 129 г.).